# Amílcar Henríquez
Amílcar Henríquez Espinosa (Cidade do Panamá, 2 de agosto de 1983 – Colón, 15 de abril de 2017) foi um futebolista profissional panamenho que atuava como volante.

## Carreira
Revelado pelo Árabe Unido, Henríquez jogou em 3 oportunidades pelo Expreso Azul (2003-08, 2014 e 2016-17). Defendeu ainda o Santacruceña (Costa Rica) por empréstimo em 2007.
Jogou também em equipes da Colômbia, sendo o Independiente Medellín onde obteve maior destaque, com 64 partidas. Atuou ainda no Atlético Huila, Real Cartagena e América de Cali.

## Seleção Panamenha
Henríquez fez parte do elenco da Seleção Panamenha que disputou a Copa América Centenário. Com 75 jogos, era o décimo jogador que mais vezes jogou pelos Canaleros, empatado com Alberto Quintero.

## Morte
Em 15 de abril de 2017, Henríquez jogava dominó com amigos em sua casa, quando um homem disparou várias vezes contra ele. Outras 2 pessoas que estavam com o jogador também foram alvejadas pelos tiros. Levado ao hospital Laurencio Ocaña, o volante não resistiu e faleceu aos 33 anos. A motivação do ataque não foi definida.